# 奇韦特堡
奇韦特堡（巴伦西亚语：Alcalà de Xivert）是西班牙巴伦西亚自治区卡斯特利翁省的一个市镇。总面积168平方公里，总人口5682人（2001年），人口密度34人/平方公里。